# Xu Rong
Xu Rong(?-192) foi um general chinês  que serviu ao senhor da guerra, Dong Zhuo no final da dinastia Han,
Após a prisão e morte de Dong Zhuo em 192, trocou de aliança e começou a servir Wang Yun. No mesmo a pedido do novo mestre, realizou um ataque contra dois ex-generais de Dong Zhou, Li Jue e Guo Si. Neste ataque foi morto em batalha por Li Jue.